# Daniel Defoe
Daniel Foe, más conocido por su seudónimo Daniel Defoe (Londres, entre 1659 y 1661, posiblemente el 10 de octubre de 1660-Moorfields, Londres, 24 de abriljul./ 5 de mayo de 1731greg.), fue un escritor, periodista y panfletista inglés, mundialmente conocido por su novela Robinson Crusoe. Defoe es importante por ser uno de los primeros cultivadores de la novela, género literario que se popularizó en Inglaterra y también recibió el título de padre de todos los novelistas ingleses. A Defoe se le considera pionero de la prensa económica.

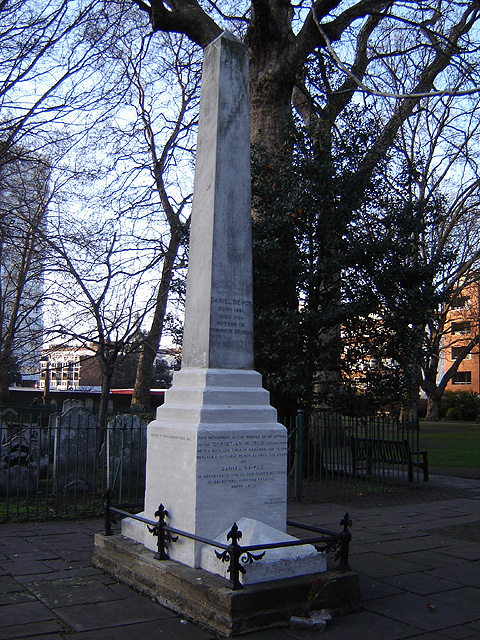
Memorial de Daniel Defoe, Bunhill Fields, City Road, Londres (enero de 2005).

## Biografía

### Infancia
Nació probablemente en Fore Street, en la parroquia de St. Giles Cripplegate, Londres. La fecha y el lugar de su nacimiento son inciertos. Su padre, James Foe, como miembro del gremio de carniceros conocido como la Honorable Compañía de Carniceros (en inglés: The Worshipful Company of Butchers), se dedicaba al oficio de cerero usando el sebo como material para la creación de las ceras. Daniel añadiría más tarde el aristocrático "De" a su nombre y en ciertas ocasiones afirmaría descender de la familia De Beau Faux. Sus padres eran presbiterianos disidentes, así considerados porque sus creencias religiosas no coincidían totalmente con las de la Iglesia de Inglaterra (establecida y mantenida por el Estado inglés). Su madre Alice falleció cuando él tenía diez años.
En 1667, empezó a ir a la escuela en Dorking, luego en Stoke Newington Green, en la Academia para disidentes dirigida por Charles Morton (quien sería vicepresidente de la Universidad Harvard). Después de abandonar la academia y decidir que no quería ser ministro, Defoe se metió en el mundo de los negocios en general, comerciando con artículos tan dispares como la calcetería, artículos comunes de lana o productos vinícolas. A pesar de sus ambiciones y de que compraría una finca en el campo y una embarcación (a la vez que civetas para hacer perfume), raramente se encontraba libre de deudas, motivo por el que llegó a ser encarcelado.
En 1684, Defoe se casa con la joven Mary Tuffley, recibiendo una dote de 3700 libras esterlinas. Con sus deudas recurrentes, las dificultades del matrimonio aumentaron. Tuvieron ocho hijos, de los cuales seis sobrevivieron.
En 1685 Defoe apoyó la rebelión del duque de Monmouth. Esta vez pudo escapar a la condena gracias a un indulto logrado con la ayuda del magistrado George Jeffreys.
Una vez que fue puesto en libertad, viajó probablemente a Europa y Escocia, y es muy posible que fuera durante este periodo cuando comerciara con vino con las ciudades de Cádiz, Oporto y Lisboa.
En 1688 apoya a Guillermo III de Orange en la Revolución Gloriosa.
Alrededor de 1695 regresó a Inglaterra, usando el nombre "Defoe", y actuando como "comisario de impuestos del cristal", responsable de cobrar los que gravaban las botellas. En 1696 dirigía una empresa de tejas y ladrillos en Tilbury, Essex.

### El panfletario y la prisión

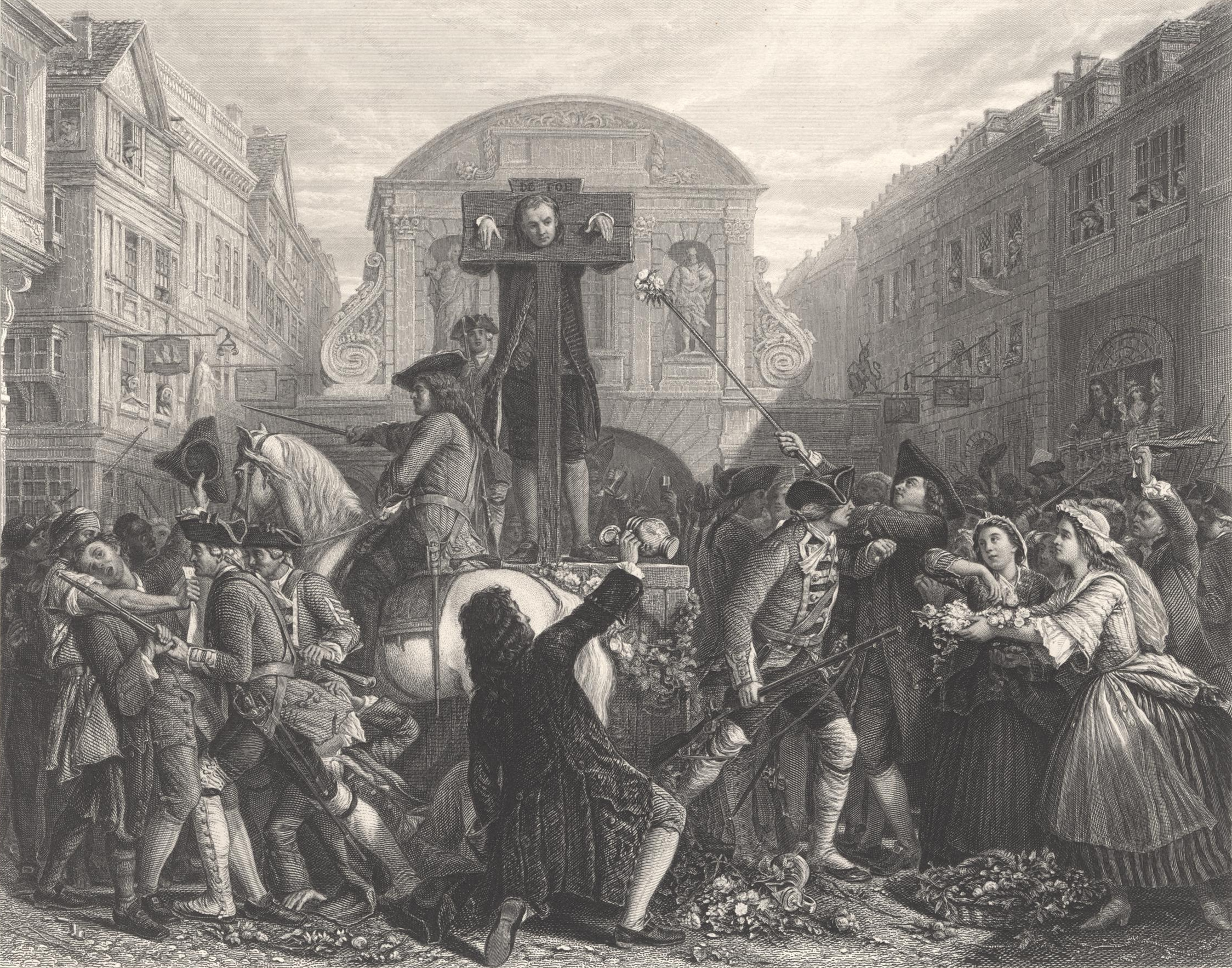
Daniel Defoe en la picota para escarnio público. Grabado de James Charles Armytage, basado en Eyre Crowe, 1862.

Las actividades políticas de Defoe junto con su activismo panfletista conllevaron su arresto y la exposición a la picota el 31 de julio de 1703, debido principalmente a un panfleto titulado El camino más corto con los disidentes (The Shortest Way with Dissenters). En este panfleto parodiaba a los tories de la Iglesia, aparentando la argumentación sobre el exterminio de los "disidentes". La publicación de su poema «Himno a la picota» («Hymn to the Pillory») provocó, sin embargo, que el público congregado alrededor de la propia picota le lanzara flores, en lugar de objetos dañinos y nocivos, y que bebiera a su salud.
Después de tres días en la picota, Defoe fue encarcelado en la prisión de Newgate, lo que le sirvió para describirla en detalle en su novela The Fortunes and Misfortunes of the Famous Moll Flanders, conocida simplemente como Moll Flanders. Robert Harley, I Conde de Oxford y Conde Mortimer, facilitó su salida a cambio de la cooperación de Defoe como espía: en  septiembre de 1706 lo mandó a Edimburgo como agente secreto, algo que sabemos en detalle gracias a la publicación de Cartas de Daniel Defoe (Oxford: G. H. Healy, 1955). También para ayudar al ministro Harley fundó la periódica Revista sobre los asuntos de Francia (A Review of the Affairs of France) en 1704, publicada sin interrupciones hasta 1713. Cuando Harley fue destituido en 1708, Defoe continuó escribiendo para apoyar a Godolphin y luego volvió a trabajar para Harley y los tories durante su periodo de gobierno entre 1710 y 1714. Tras la muerte de la reina Ana, los tories cayeron del poder y Defoe siguió realizando trabajos para el servicio de inteligencia del gobierno de los Whig.
Antes de su trabajo novelístico, Defoe escribió The Family Instructor (1715), un manual de conducta sobre deberes religiosos; Minutes of the Negotiations of Monsr. Mesnager (1717), donde se identifica como Nicolas Mesnager, y Continuation of the Letters Writ by a Turkish Spy (1718), una sátira sobre la cultura europea.
La famosa novela de Defoe titulada Robinson Crusoe, escrita en 1719, cuenta el naufragio de un hombre en una isla desierta y las aventuras que vivió en ella. El autor pudo basar su novela en la historia real del naufragio del marinero escocés Alexander Selkirk y del marinero español Pedro Serrano.
La siguiente novela de Defoe fue Las aventuras del capitán Singleton (The Life, Adventures and Piracies of the Famous Captain Singleton), escrita en 1720, el retrato realizado sobre el poder redentor del amor de un hombre por otro. Hans Turley ha mostrado recientemente cómo el amor de Quaker William por el capitán Singleton separó a este de una vida criminal y de piratería, y de la existencia de un voto solemne para vivir felizmente más tarde en Londres como pareja sentimental, disfrazados de griegos, sin hablar inglés en público y con Singleton casado con la hermana de William para guardar las apariencias.
Una obra tardía, que a menudo se lee como si fuera no ficción, es su relato de la Gran Plaga de Londres de 1665: Diario del año de la peste (A Journal of the Plague Year), una compleja novela histórica publicada en 1722.
También escribió Fortunas y adversidades de la famosa Moll Flanders (The Fortunes and Misfortunes of the Famous Moll Flanders, más conocida simplemente como Moll Flanders) en 1722, una novela picaresca narrada en primera persona que trata acerca de la caída y de la final redención de una mujer solitaria en el siglo XVII en Inglaterra. Aparece como una furcia, bígama, ladrona que vive en el distrito inglés conocido como The Mint, denominación dada por el rey Enrique VIII debido a que su casa de la moneda (mint en inglés) estaba ubicada allí, que comete adulterio e incesto, aunque tiende a ganarse la simpatía del lector. Esta obra cumple las características propias del género picaresco: narración en episodios, evolución del personaje en función de los hechos que le suceden, cambio de clase social de la protagonista, la simulación y el engaño son la forma principal de actuar de Moll. El autor realiza un fingimiento narrativo por el que se hace pasar como editor, etc.
Moll Flanders, junto a la obra titulada Roxana o la amante afortunada ('Roxana: The Fortunate Mistress), la cual fue escrita en 1724, ofrece ejemplos importantes del modo en el cual Defoe parece poblar sus personajes ficticios (aunque posiblemente traídos de la vida real), sin limitarlos exclusivamente a mujeres.
Un viaje por toda la Isla de Gran Bretaña (A tour thro' the Whole Island of Great Britain) es otro trabajo que conserva su valor. Producido entre 1724 y 1727, es un relato detallado de sus visitas a varias ciudades y pequeñas localidades y es una excelente descripción de Gran Bretaña antes de la Revolución industrial.
Cuando el famoso criminal Jonathan Wild fue colgado, Defoe escribió un relato para el Applebee's Journal en mayo y luego publicó True and Genuine Account of the Life and Actions of the Late Jonathan Wild en junio de 1725.
Historia política del diablo (The Political History of the Devil, 1726) suena a broma o sátira. Pero los críticos opinan que Defoe realmente pensaba que el Diablo participaba en la historia mundial. Su punto de vista es el de un presbiteriano del siglo XVIII: culpa al Diablo de las Cruzadas y lo ve cercano a los poderes de la Europa católica.
Daniel Defoe falleció en 1731, probablemente mientras vivía en la clandestinidad, huyendo de sus acreedores. Se barajan como fechas de la muerte de Defoe el 24 y el 25 de abril de ese año, recibiendo sepultura en Bunhill Fields, Londres.

## Defoe y la Unión Anglo-Escocesa de 1707
No al menos de 546 títulos, entre los que se encuentran desde poemas satíricos, panfletos políticos y religiosos hasta volúmenes, han sido atribuidos a Defoe. Sus ambiciosas empresas en los negocios le llevaron a la bancarrota en 1692, teniendo a su cargo a su esposa y siete hijos que mantener. En 1703 publicó un ataque irónico a los Altos Tories, y fue procesado por difamaciones incendiarias, sentenciado a la picota, multado con 200 marcas, y detenido para placer de la Reina. Desesperado, escribió a William Paterson, conocido como London Scots (literalmente el escocés de Londres), fundador del Banco de Inglaterra y parte instigadora del Proyecto Darién, hombre de confianza de Robert Harley, I Conde de Oxford y Conde Mortimer, primer ministro y jefe del servicio de inteligencia en el gobierno inglés. Harley aceptó los servicios de Defoe y le liberó en 1703. Inmediatamente publicó The Revieew, que aparecería semanalmente, para luego salir tres veces por semana, escrito en su mayoría por él mismo. Esta fue la principal fuente portavoz del Gobierno Inglés promocionando el Acta de Unión de 1707.
Defoe comenzó su campaña en The Revieew y otros panfletos destinados a la opinión inglesa, proclamando que sería el final de la amenaza del norte, que ganarían para la tesorería una «inestimable tesorería de hombres» y un nuevo mercado de valores que incrementaría el poder de Inglaterra. En septiembre de 1706 Harley mandó a Defoe a Edimburgo como agente secreto, para hacer todo lo posible para ayudar a la seguridad de aquiescencia del Tratado. Era muy consciente del riesgo que corría él mismo. Gracias a libros tales como Las cartas de Daniel Defoe (editado por G. H. Healy, Oxford 1955), que se dispusieron para la lectura, se ha podido saber mucho más acerca de sus actividades como agente secreto.
Sus primeros informes estuvieron llenos de descripciones intensas de demostraciones violentas en contra de la Unión. Según sus propias palabras «Una muchedumbre de escoceses es de lo peor en su clase». Años más tarde, John Clerk de Penicuik, un líder unionista, escribió en sus memorias que «Era un espía entre nosotros, pero no era conocido como tal ya que de otro modo la Turba de Edimburgo le hubiera hecho pedazos».
Siendo como era presbiteriano, Defoe, el cual había sufrido en Inglaterra por sus convicciones religiosas, fue aceptado como consejero de la Asamblea General de la Iglesia de Escocia y asistía a los comités del Parlamento de Escocia. Le contó a Harley que «estaba al tanto de todos sus disparates», pero que «aparecía perfectamente sin levantar sospechas como correspondía a cualquier otro en Inglaterra». Más tarde sería capaz de influir en las propuestas que salieran en el Parlamento, informando de las mismas como sigue:

Habiendo tenido el honor de ser enviado al comité para los que aquellas enmiendas fueron suspendidas, he tenido la buena fortuna de romper sus medidas en dos particulares, vía recompensa en maíz y la proporción del ejercicio.

Para Escocia usaba diferentes argumentos, incluso opuestos a los que usaba en Inglaterra, por ejemplo, a menudo ignorando la doctrina inglesa de la soberanía del Parlamento, diciéndole a los escoceses que ellos podían tener completa confianza en las garantías del Tratado. Se dio a entender que algunos de sus panfletos fueron escritos por escoceses, confundiendo incluso a historiadores de reputación, que los citaron como evidencias de la opinión escocesa de la época. Lo mismo ocurre para una amplia historia de la Unión publicada por Defoe en 1709; algunos historiadores todavía la tratan como una fuente contemporánea de valor para sus propios trabajos. Defoe se aprovechó del dolor que reinaba en el ambiente para dar a su historia un aire de objetividad dando algún espacio a sus argumentos en contra de la Unión, pero siempre teniendo la última palabra para él mismo.
Despachó al principal oponente de la Unión, Andrew Fletcher de Saltoun, simplemente ignorándole. No se le responsabilizó de la astucia del duque de Hamilton, el líder oficial del Escuadrón Volante en contra de la Unión,[cita requerida] quien finalmente actuó en contra de sus camaradas en los estados decisivos del debate. Hamilton lideró un rebelión anti-unionista en 1708, donde los Covenanters (movimiento presbiteriano que jugó un importante papel en la historia de Escocia) marcharon desde Galloway (siendo traicionados en Dumfries) para unirse a los jacobitas, movimiento político dedicado a la restauración de los reyes Stuart a los tronos de Inglaterra y Escocia), en Edimburgo. Un brazo armado de las Highland acampado fuera de Edimburgo recibieron las llaves de la ciudad de manos de un guardia, permitiéndoles entrar en ella. El ilustre duque no pudo acudir, debido a un dolor de muelas, y las fragatas francesas que se encontraban en el estuario de Forth tuvieron que regresar.
Defoe no intentó explicar por qué el mismo Parlamento de Escocia, el cual había sido tan vehemente para su independencia desde el año 1703 hasta el 1705, se tornara tan supino en 1706. Recibió una ínfima cantidad de sueldo de sus pagadores y, por supuesto, ninguna clase de reconocimiento por sus servicios prestados al gobierno. Hizo uso de su experiencia escocesa para escribir Un viaje a través de toda la Isla de Gran Bretaña (en inglés Tour thro' the whole Island of Great Britain), publicada en 1726, donde admitía de hecho que el incremento del comercio y de la población en Escocia, lo cual había predicho como consecuencia de la Unión, era "no el caso, sino lo contrario".
La descripción de Defoe de Glasgow (Glaschu), considerándola como un «Querido Lugar Verde» (en inglés Dear Green Place) ha sido a menudo mal citada como una traducción gaélica para la ciudad. El gaélico Glas podría significar gris o verde, chu significa perro o hueco. Glaschu probablemente puede significar de hecho Agujero Verde. El "Querido Lugar Verde", como muchas cosas de Escocia, era un caldo de cultivo del malestar en contra de la Unión. El ministro religioso local, conocido como Tron, urgió a su congregación a «levantarse y preocuparse de la Ciudad de Dios». El «Querido Lugar Verde» y la «Ciudad de Dios» requirieron de las tropas del gobierno para detener a los alborotadores que hicieran pedazos copias del Tratado, al igual que hicieron con casi cada mercat cross (los mercat cross son monumentos que se pueden encontrar en ciudades y pueblos escoceses donde el comercio era parte de la vida económica del lugar) en Escocia.
Cuando Defoe revisitó a mediados de la década de 1720 la zona, advirtió que la hostilidad hacia su partido era «debido a que eran ingleses y a la Unión, para la cual casi se habían declarado universalmente en contra».

## Obras
- A Letter to a Dissenter from his Friend at the Hague  (1688) (Carta a un disidente, de su amigo en La Haya)
- Essay on Projects (1697) (Ensayo de proyectos)
- True Born Englishman: A Satyr (1701, excerpt) (Cierto inglés nacido: un Sátiro - extracto)
- The Shortest-Way with the Dissenters (1702) (El camino más corto con los disidentes)
- Hymn to the Pillory (1703) (Himno a la picota,)
- Giving Alms No Charity  (1704) (Dar limosna no la caridad)
- A True Relation of the Apparition of One Mrs Veal (1705) (Una verdadera relación de la aparición de una Señora Ternera)
- The Consolidator (1705) (El consolidador)
- Everybody's Business is Nobody's Business: or, Private abuses, public grievances: exemplified in the pride, insolence, and exorbitant wages of our women, servants, footmen, etc. / by Daniel Defoe. (Los negocios de todo el mundo son los negocios de nadie)
- Atlantis Major (a political satire) : Printed in Olreeky, the chief city of the north part of Atlantis Major (Atlantis Mayor (una sátira política): Impresa en Olreeky, Cabecera principal de la parte norte de Atlantis Mayor)
- The Family Instructor, 1715 (La familia del instructor)
- Dickory Cronke, the Dumb Philosopher, 1719 (Dickory Cronke, el tonto filósofo)
- The Life and Strange Surprising Adventures of Robinson Crusoe, 1719.
- The Further Adventures of Robinson Crusoe, 1719 (Más aventuras de Robinson Crusoe)
- The Life of Captain Singleton, 1720 (La vida del capitán Singleton)
- Memoirs of a Cavalier, 1720 (Memorias de un Caballero)
- The Fortunes and Misfortunes of Moll Flanders, 1721 (Fortunas y adversidades de la famosa Moll Flanders)
- Colonel Jack, 1722 (Coronel Jack)
- Tour Through Eastern Counties of England, 1722
- From London to Land's End, 1722
- Journal of the Plague Year, 1722.
- Roxana, 1724
- The Great Law of Subordination Considered, 1724.
- A General History of the Robberies and Murder of the Most Notorious Pyrates (attrib.), 1724-8 - excerpts
- '"A Tour Through the Whole Island of Great Britain (1724-1727)
- The Complete English Tradesman (1725-1727, excerpts)
- The Political History of the Devil (1726)
- An Essay on the History and Reality of Apparitions (1727)
- London the Most Flourishing City in the Universe (1728)
- The Serious Reflections of Robinson Crusoe (1729)

### Títulos en español de algunas obras de Daniel Defoe
- Sobre la Educación de la Mujer (1719) [cita requerida]
- La vida y sorprendentes aventuras de Robinson Crusoe, marinero de York (1719)
- Memorias de un caballero (1720)
- La vida del capitán Singleton (1720)
- Viaje a través de los Condados orientales de Inglaterra (1722)
- De Londres al fin de la tierra (1722)
- La historia del coronel Jacobo (1722)
- Diario del año de la peste (1722)
- Roxana o la amante afortunada (1724)
- La Gran Ley de la subordinación considerada,o La insolencia y el insoportable comportamiento de los sirvientes en Inglaterra debidamente averiguado (1724)
- Una Historia General de los robos y asesinatos de los piratas más notorios (atribuido a Defoe, 1724-8 - extractos)
- '"Un recorrido por toda la isla de Gran Bretaña (1724-1727)
- El Completo comerciante inglés (1725-1727, extractos)
- La Historia política del diablo (1726, obra incluida en el Index Librorum Prohibitorum de la Iglesia católica)
- Un ensayo sobre la historia y la realidad de las apariciones (1727)
- Londres, la más floreciente ciudad en el Universo (1728)
- Las serias reflexiones de Robinson Crusoe (1729)